# North Shore Ward
Der North Shore Ward ist eine Verwaltungseinheit des Auckland Council in Neuseeland.

## Geographie
Der North Shore Ward umfasst eine Fläche von 54,17 km² und reicht an der Ostküste südlich von Campbells Bay südwärts der Küste entlang bis zum North Head des Stadtteils Devonport. Die südliche und östlich Begrenzung stellt dann folglich der Waitemata Harbour dar. An der Sunset Bay folgt die Begrenzung dem Oruamo or Hellyers Creek und der Sunset Road, knickt entlang der East Coast Road nach Südsüdosten und danach kurz vor der Ostküste nach Nordosten dem Ausgangspunkt dieser Beschreibung zu.

## Wirtschaftsdaten
An Fläche etwas weniger als die Hälfte der bis Oktober 2010 eigenständigen Stadt North Shore City, verfügte der North Shore Ward im Jahr 2023 über 149.900 Einwohner. Im gleichen Zeitraum beschäftigten die im Ward 20.823 ansässigen Unternehmen 68.634 Mitarbeiter. Das Bruttosozialprodukt, in Neuseeland Gross Domestic Product (GDP) genannt, betrug im gesamten North Shore Ward im selben Bemessungszeitraum 9.511 Mrd. NZD, mit einem Wachstum gegenüber dem Vorjahr von 2,2 % im Bereich des Devenport-Takapuna Local Board und 1,1 % im Bereich des Kaipatiki Local Board. Im Vergleich dazu konnte Neuseeland insgesamt ein Wachstum des GDP von 2,9 % im gleichen Bezugszeitraum aufweisen. In den verschiedenen Wirtschaftssektoren führte die Branche Information, Media und Telekommunikation im Bereich des Devenport-Takapuna Local Board mit 13,9 % Anteil am GDP die Statistik an, gefolgt von Finanzen und Versicherung mit 13,6 % auf dem zweiten Platz, wohingegen im Bereich des Kaipatiki Local Board der Einzelhandel mit 12,5 % Anteil am GDP führte, dicht gefolgt von der Bauwirtschaft mit 12,0 %.

## Politische Führung des North Shore Ward
Die politische Führung des Auckland Council erfolgt durch den Mayor (Bürgermeister) und 20 Ward Councillors (Ward Stadträte) und in jedem der dreizehn vorhandenen Wards noch einmal durch eine unterschiedliche Anzahl von Mitglieder, die in Local Boards organisiert sind. Die derzeit 21 Local Boards haben insgesamt 149 Mitglieder. Während sich die Local Boards auf die Entscheidungsfindung und Führung auf kommunaler Ebene konzentrieren, befassen sich der Mayor mit den Councillors mit dem großen Ganzen der Stadt und mit den strategischen Entscheidungen für das gesamte Stadtgebiet des Auckland Council.
Für den North Shore Ward sind zwei Councillors (Stadtrat) zuständig und auf lokaler Ebene 6 Local Board Mitglieder im Devonport-Takapuna Local Board und 8 Local Board Mitglieder im Kaipātiki Local Board.